# Eric Emerson
Eric Emerson (* 23. Juni 1943; † 28. Mai 1975 in Manhattan) war ein US-amerikanischer Tänzer und Schauspieler. Bekannt wurde er als Schauspieler in Filmen von Andy Warhol.

## Leben
Emerson war ein ausgebildeter Balletttänzer. Als er 1966 ein Konzert der Velvet Underground besuchte, fiel er Warhol auf, der ihn in seine Factory einlud. Bei Auftritten der Band in den folgenden Jahren trat er zusammen mit Gerard Malanga und Mary Woronov als Tänzer auf. Seine erste Filmrolle hatte Emerson in Chelsea Girls, wo er splitternackt zu sehen ist und einen längeren narzisstischen Monolog über die Schönheiten seines eigenen Körpers hält.
Emerson starb am 28. Mai 1975 unter ungeklärten Ursachen. Die offizielle Todesursache war ein Autounfall, es wird jedoch vermutet, dass er an einer Überdosis Drogen starb.
Die Rockband Sonic Youth hat Emerson mit dem Song Eric’s Trip auf der Platte Daydream Nation (1988) ein musikalisches Denkmal gesetzt.

## Filmografie
- 1966: Chelsea Girls – Regie: Andy Warhol, Paul Morrissey
- 1967: ★★★★ (Four Stars) – Regie: Andy Warhol
- 1968: Lonesome Cowboys – Regie: Andy Warhol, Paul Morrissey
- 1968: The Mind Blowers – Regie: Harlan Renvok
- 1968: San Diego Surf – Regie: Andy Warhol, Paul Morrissey
- 1968: Andy Makes a Movie – Regie: Robert Emmet Smith
- 1972: Heat (auch: Andy Warhol’s Heat) – Regie: Paul Morrissey